# Hammer Park
Der Hammer Park ist ein unter Denkmalschutz stehender öffentlicher Park im Stadtteil Hamm im Osten Hamburgs. In seiner heutigen Größe und Gestalt wurde er in den Jahren 1914 bis 1920 vom damaligen Hamburger Gartenbaudirektor Otto Linne entworfen. Er geht jedoch auf einen älteren und wesentlich größeren privaten Landschaftsgarten zurück, dessen Wurzeln bis ins 17. Jahrhundert zurückreichen.

## Lage
Der Hammer Park liegt etwa fünf Kilometer östlich des Hamburger Stadtzentrums. Seine Fläche erstreckt sich über knapp 16 Hektar und wird eingerahmt von den Straßen Hammer Steindamm und Bei der Vogelstange im Westen, Sievekingsallee und Fahrenkamp im Norden, Caspar-Voght-Straße im Osten sowie Hammer Hof im Süden. Letztere erinnert an den früheren Namen des Geländes. Der Park ist durch den Bahnhof Hasselbrook im Norden, den U-Bahnhof Hammer Kirche im Süden sowie die Buslinien 116, 261 und X35 an den öffentlichen Nahverkehr angebunden.

## Geschichte
Ein als Hammer Hof oder auch Hammerhof bezeichnetes Grundstück nordöstlich des alten Hammer Dorfkerns ist spätestens seit der Mitte des 17. Jahrhunderts nachgewiesen. 1690 gelangte es in den Besitz des Hamburger Bürgers Peter Burmester, der mit anderen wohlhabenden Landhausbesitzern der Umgebung zu den Stiftern der Hammer Dreifaltigkeitskirche gehörte.

### Der „Chapeaurougenhof“ (1773 bis 1829)
1773 kaufte der aus Genf stammende Kaufmann Jaques de Chapeaurouge den Hammer Hof und ließ dort einen Garten mit Landhaus anlegen. Dieses befand sich damals an der Südwestecke des späteren Parks bzw. auf dem Gelände des heutigen Stadions. Nach und nach kaufte de Chapeaurouge umliegende Grundstücke hinzu und begann, einen Landschaftsgarten im englischen Stil mit Teichen, Grotten und künstlichen Hügeln anzulegen. In einer zeitgenössischen Beschreibung heißt es über den „Chapeaurougenhof“:

„Unter den Gärten hamburgischer Gartenliebhaber in dieser Gegend ist der des Herrn Chapeaurouge (…) einer von den ausgezeichnetsten. Mit grossem Vergnügen durchwanderten wir ihn, da er von dem humanen Besitzer der öffentlichen Beschauung offen gelassen wird. Es ist vieles in diesen Gartenanlagen wohl gelungen: die verschiedenen Baum- und Gebüscharten sind mit Verstand angewendet; (…) bequeme Wege durchirren diese beschatteten lieblichen Stellen ohne Zwang und winden sich über weite Grasflächen und an künstlichen Blumenbeeten vorbei. Dort lädt eine künstliche Quelle zum Genuss der Kühle (…). Mehr abgelegen zeigt sich eine künstliche Höhe, ein kleiner Berg, an welchem sich schmale Wege zwischen Fichten und Tannen emporwinden. (…) und noch manche Stelle in diesem schönen Garten ist mir lieb und werth gewesen.“

Im Winter 1813/14 wurde der Park von französischen Besatzungstruppen weitgehend zerstört, um freies Schussfeld gegen die anrückenden Russen unter General Tettenborn zu schaffen. Nach dem Abzug der Franzosen ließ Jean-Dauphin de Chapeaurouge, der den Hof inzwischen von seinem Vater übernommen hatte, auf einem neuen, weiter östlich gelegenen Standort auf dem Fahrenkamp ein neues Landhaus errichten.

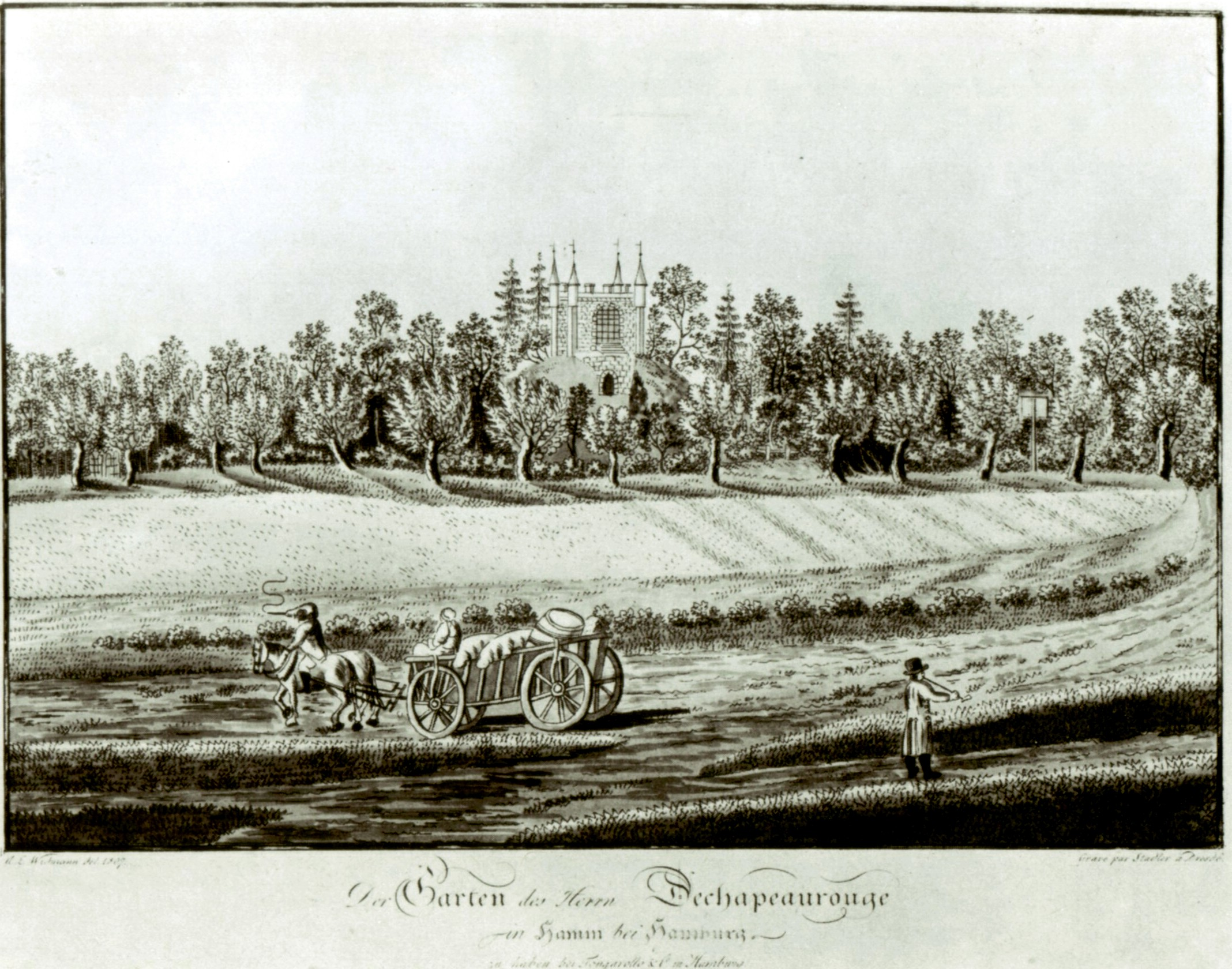
Landhaus Hammer Hof 1807
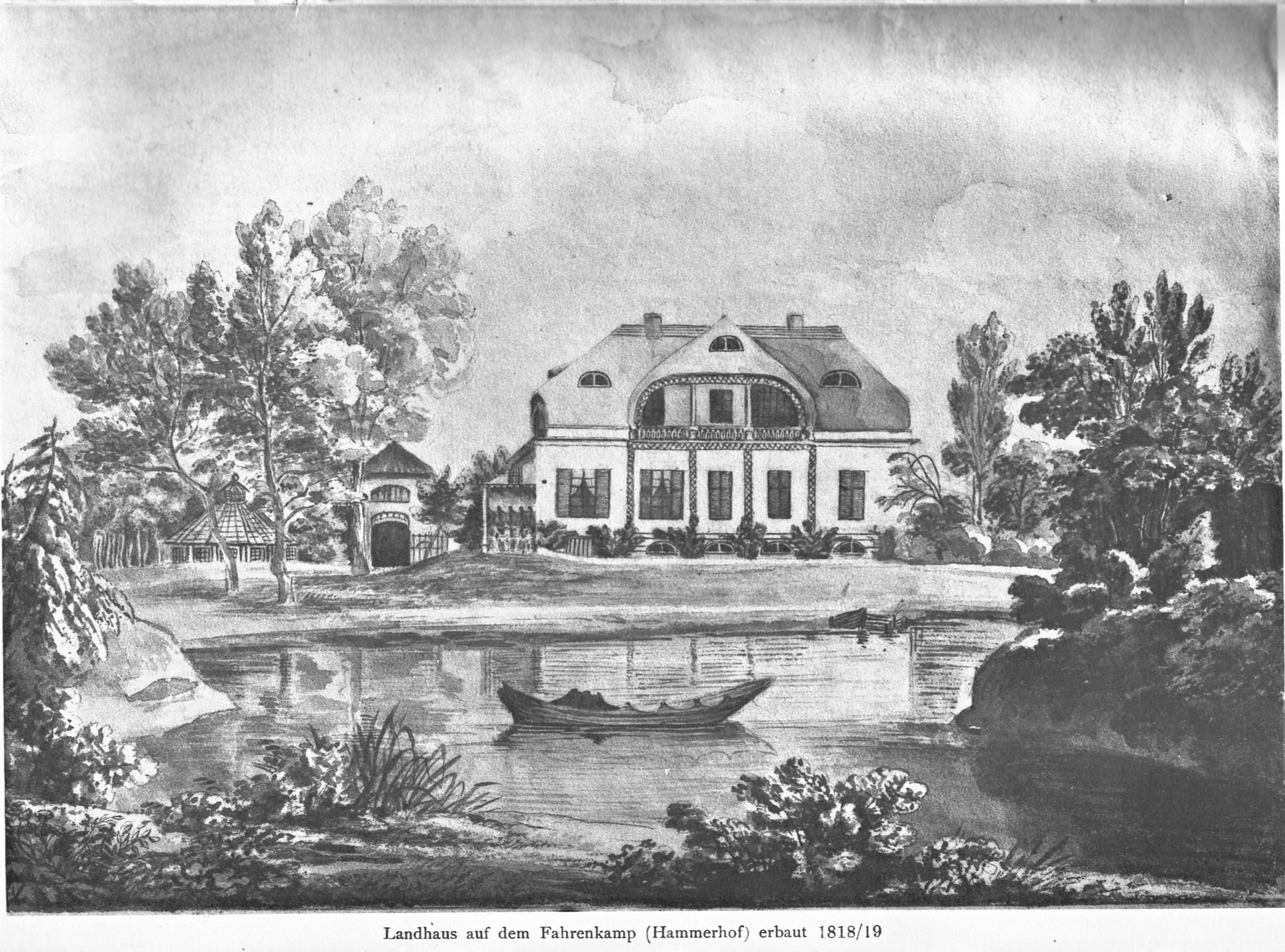
Das neue Landhaus auf dem Fahrenkamp um 1820
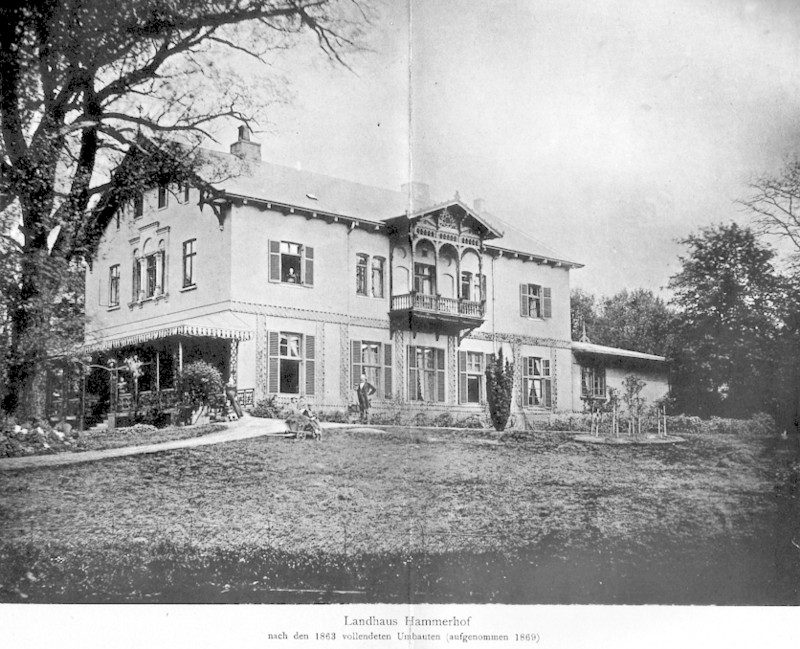
Das ausgebaute Landhaus im Jahre 1869

### Der Sievekingsche Hof (1829 bis 1914)

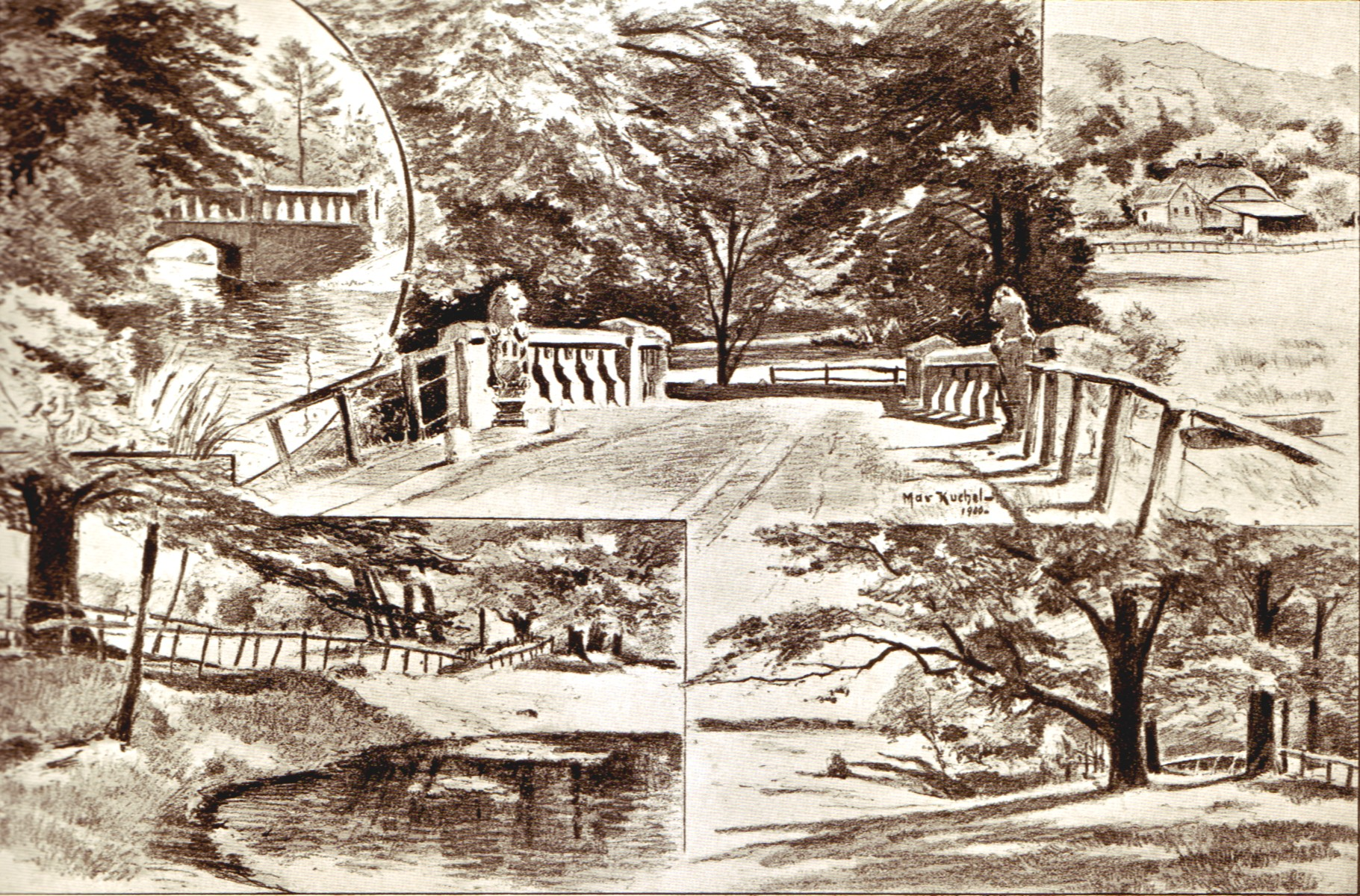
Hammerhof um 1900, Zeichnung von Max Kuchel. Die Löwenfiguren auf dem oberen Bild befinden sich heute im Foyer des Museums für Hamburgische Geschichte.

Nach dem Tod de Chapeaurouges erwarb 1829 sein Schwiegersohn, der hamburgische Senatssyndicus Karl Sieveking (1787–1847), das Anwesen und gestaltete es nach dem Vorbild seines Patenonkels Caspar Voght und dessen Flottbeker Landsitzes in eine Ornamental Farm um. Dazu ließ er von dem befreundeten Architekten Alexis de Chateauneuf eine Brauerei und Kornbrennerei errichten, ferner eine Meierei, eine Ziegelei, Kuh- und Pferdeställe, mehrere Scheunen sowie ein Obergärtnerhaus im Schweizerstil. Mit der Bewirtschaftung wurde ein Pächter beauftragt. In dem ebenfalls von de Chateauneuf um- und ausgebauten neuen Landhaus empfing der vielseitig interessierte Syndikus zahlreiche Gelehrte, Künstler, Diplomaten und Fürsten, darunter auch den dänischen König Christian VIII., für den dort eigens eine Kunstausstellung des Hamburger Künstlervereins von 1832 organisiert wurde. Auch die Gründung der Stiftung Rauhes Haus im benachbarten Horn erfolgte 1833 nach einem Besuch des Theologen Johann Hinrich Wichern bei Sieveking, der ihm für sein geplantes „Kinderrettungsdorf“ ein Stück Land mit dem namensgebenden Haus schenkte.

### Erste Bebauungspläne und Ankauf durch die Stadt

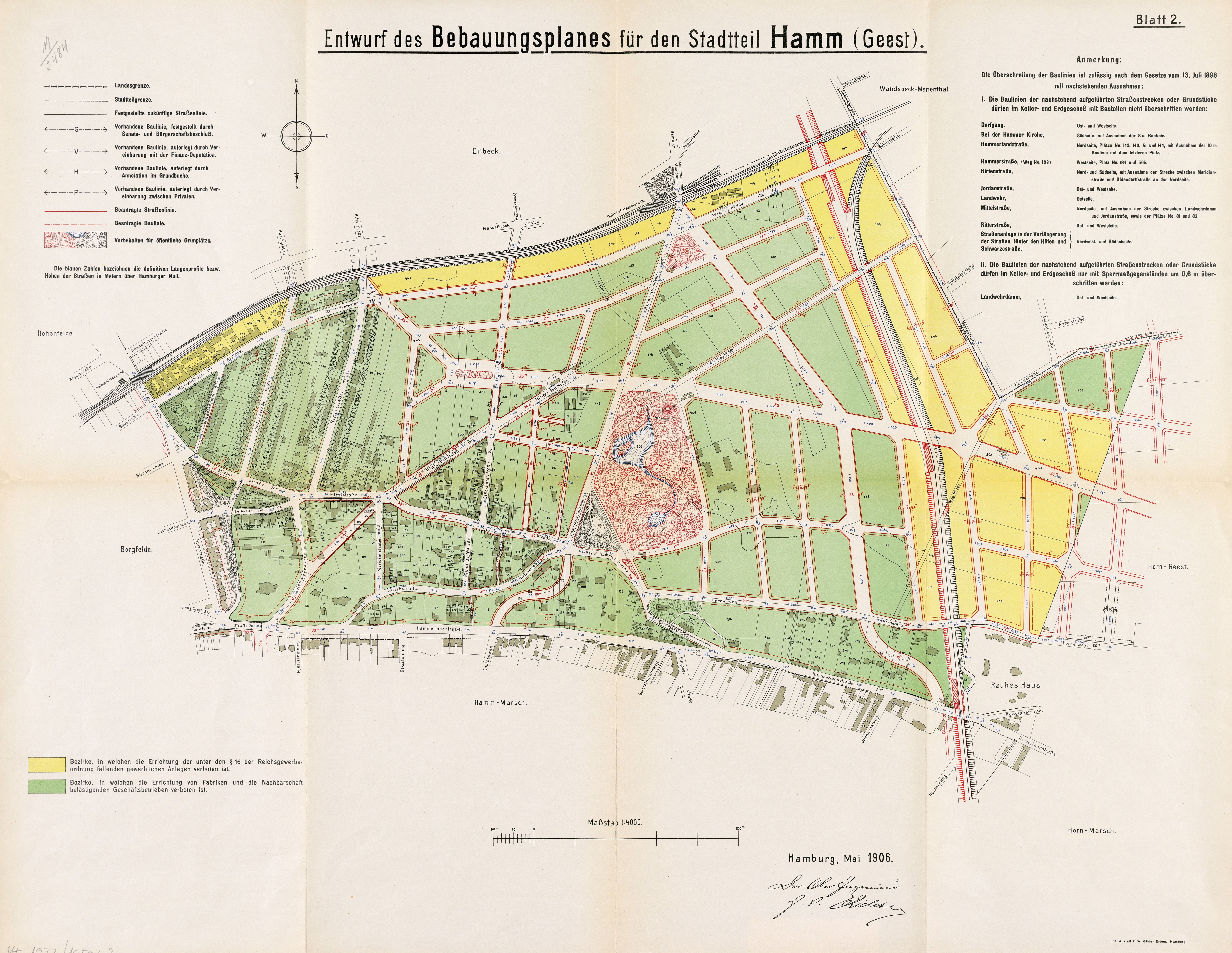
Ein erster Bebauungsplan-Entwurf aus dem Jahr 1906 sah eine deutlich kleinere Parkfläche vor.

Nach Sievekings Tod wurde das Landhaus von den Erben zeitweilig vermietet, ab 1857 aber wieder selbst bewohnt. Als nach der Eingemeindung Hamms im Jahre 1894 der Bedarf an Bauland rasant anstieg, bot die Familie ihren gesamten Grundbesitz, der weit über den heutigen Park hinaus bis nach Horn und an die Grenze zu Wandsbek reichte, der Stadt Hamburg zum Kauf an. Die ersten Pläne sahen eine Bebauung mit Einzelhäusern und Villen (wie im benachbarten Marienthal) sowie eine Parkanlage vor, die allerdings deutlich kleiner als der heutige Park ausfallen sollte. Nach Protesten aus der Bürgerschaft wurde der zu erhaltende Park schließlich auf die heutige Größe festgelegt und die Familie Sieveking im Gegenzug dadurch entschädigt, dass auf dem verbliebenen Bauland anstelle von Einzelhäusern lukrativere Etagenwohnhäuser vorgesehen waren, deren Bau ab 1920 unter der Gesamtplanung von Oberbaudirektor Fritz Schumacher erfolgte.

### Parkgestaltung durch Otto Linne (1914–1943)

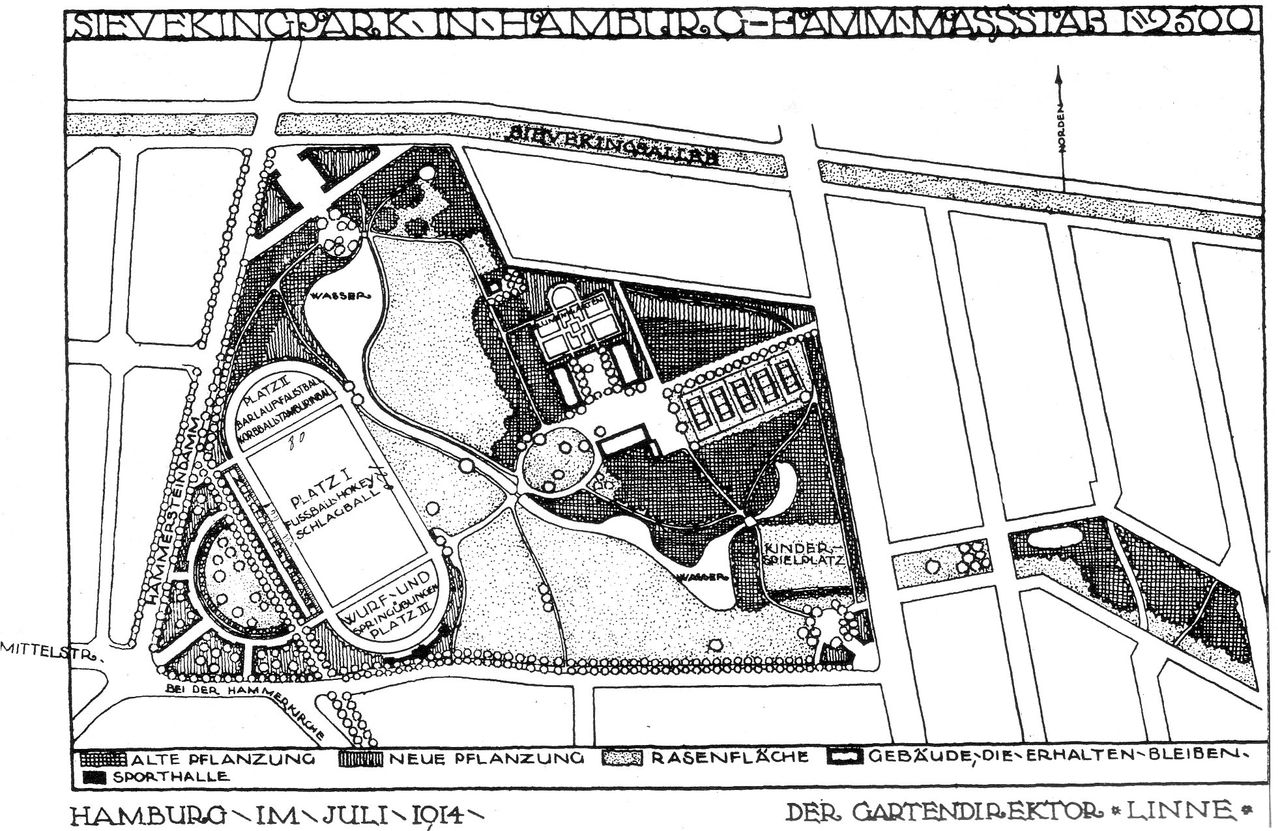
Plan von Gartendirektor Otto Linne zur Umgestaltung des Hammer Parks, 1914. Die dunkel schraffierten Flächen zeigen an, wie Linne alte Pflanzenbestände in die Neuplanung einbezog.

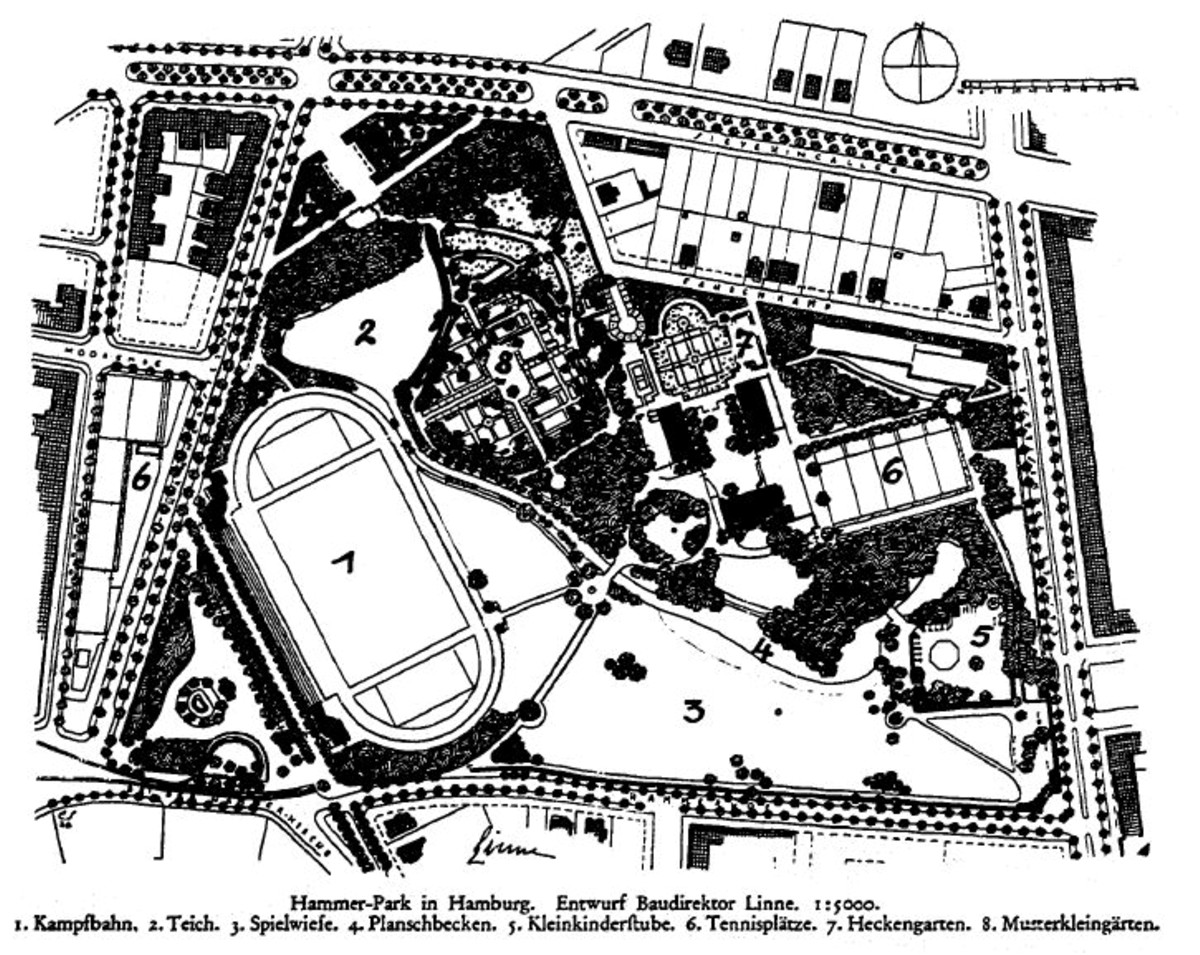
Revidierter Linne-Plan von 1924 mit Bezeichnung der einzelnen Parkareale, z. B. Musterkleingärten (8) und Tennisplätzen (6)

Nach jahrelangen Verhandlungen mit der Stadt ging das Gelände schließlich 1914 in öffentlichen Besitz über. Bis 1920 wurde der heutige Park, der nur einen kleinen Teil des ehemals Sievekingschen Besitzes umfasst, von Gartenbaudirektor Otto Linne als Volkspark neu gestaltet und unter anderem mit Sport- und Spielplätzen sowie Musterkleingärten ausgestattet. Als Zeugnisse der Linneschen Planung sind vor allem das Wegenetz, das Stadion sowie der „Heckengarten“ im Nordosten des Parks erhalten.
Das ehemalige Herrenhaus diente mit seinen Nebengebäuden zunächst als Schulgebäude für das Kirchenpauer-Gymnasium, später als öffentliches Restaurant. Bei den alliierten Bombenangriffen im Juli 1943 wurde es ebenso zerstört wie die Scheunen und das im Schweizerstil gehaltene Obergärtnerhaus.

### Zerstörung und Neugestaltung nach 1945
Auch der übrige Park wurde vom Feuersturm schwer in Mitleidenschaft gezogen. Zeitweise wurden Teile des Parks mit Behelfsheimen für Ausgebombte bebaut, an deren Stelle später ein Haus der Jugend, das Gartenbaurevier des Bezirksamtes sowie eine Seniorentagesstätte errichtet wurden. Andere Flächen wurden als „Grabeland“ an Anwohner verpachtet und dienten dem Anbau von Kartoffeln und Gemüse.
Nach dem Krieg wurden u. a. eine Roller- und Rollschuhbahn, zwei Freiluft-Schachfelder sowie 1959 eine der ersten Minigolf-Anlagen in Norddeutschland ergänzt. Anstelle des zerstörten Herrenhauses stand bis 1966 ein reetgedeckter Pavillon, in den 1980er Jahren eine Holzkonstruktion mit Regendach. Vorschläge zur Neuerrichtung eines Gartenlokals oder Kiosks wurden bis heute nicht realisiert.

## Heutige Gestalt und Nutzung

### Geländeprofil
Der Park liegt im Naturraum Hammer Geest, unmittelbar oberhalb des Geesthangs zum eiszeitlichen Elbe-Urstromtal. Die Böden bestehen daher vorwiegend aus eiszeitlichen Schmelzwassersanden, teilweise über Geschiebelehmen. Die Geländemodellierung folgt im Wesentlichen den 1914 vorgefundenen Gegebenheiten: Die höchsten Erhebungen sind der Weinberg im Nordwesten, der Veilchenberg im Osten sowie eine plateauartige Erhebung im Bereich des ehemaligen Herrenhauses (Terrassen- und Heckengarten).
Den tiefsten Punkt des Parks markiert ein inzwischen ausgetrockneter historischer Bachlauf, der das gesamte Gelände in einen eher hügeligen und baumbestandenen Nordostteil und einen eher flachen und mit Wiesen bedeckten Südwestteil teilt.

### Flora und Fauna

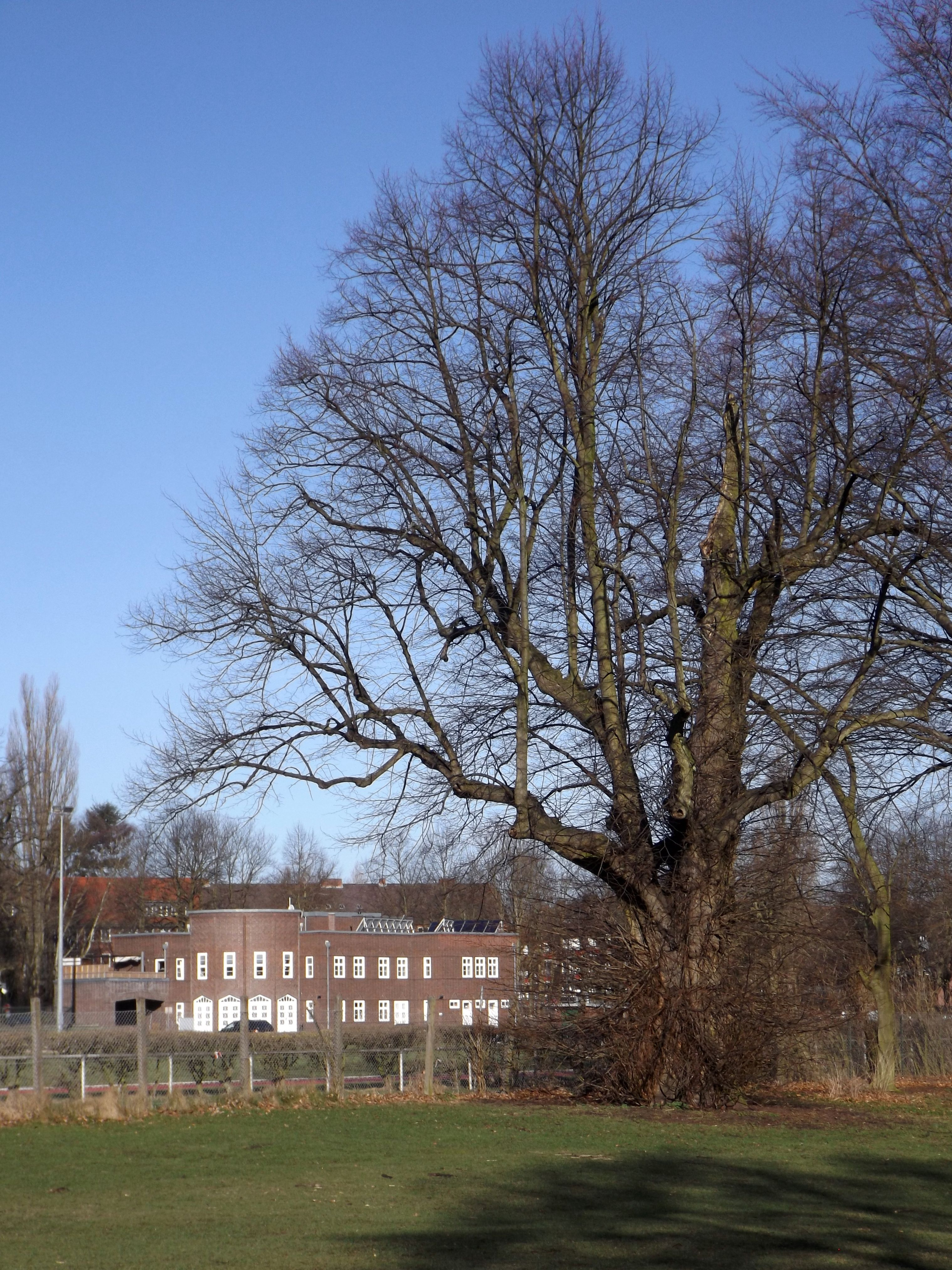
Alte Linde, dahinter das Stadion

Etwa die Hälfte der Parkfläche ist mit historischem Altbaumbestand aus dem 17. bis 19. Jahrhundert bewachsen und enthält vor allem Eichen, Buchen, Linden, Birken, Ahorn, Hainbuchen, aber auch einige Exoten wie Magnolien und immergrüne Eichen. Es gibt auffallend viele sogenannte „Zweispänner“, das heißt Altbäume mit zwei oder mehr Stämmen als Folge der Abholzung während der Franzosenzeit. Als ältester Baum gilt eine Linde am Rande des Sportstadions (53° 33′ 30,2″ N, 10° 3′ 24″ O), deren Alter von Fachleuten auf 400 bis 600 Jahre geschätzt wird.
Die andere Hälfte des Parks besteht überwiegend aus Wiesenflächen, die vor allem in den Sommermonaten von der Bevölkerung intensiv genutzt werden. In geschützten Randbereichen gedeihen auch seltene Pflanzenarten wie z. B. die Schachblume.
Im Park sind zahlreiche Vogelarten heimisch, zuweilen wurden auch Reiher und große Greifvögel beobachtet. Die örtliche NABU-Gruppe bietet regelmäßig Führungen an.

### Gewässer

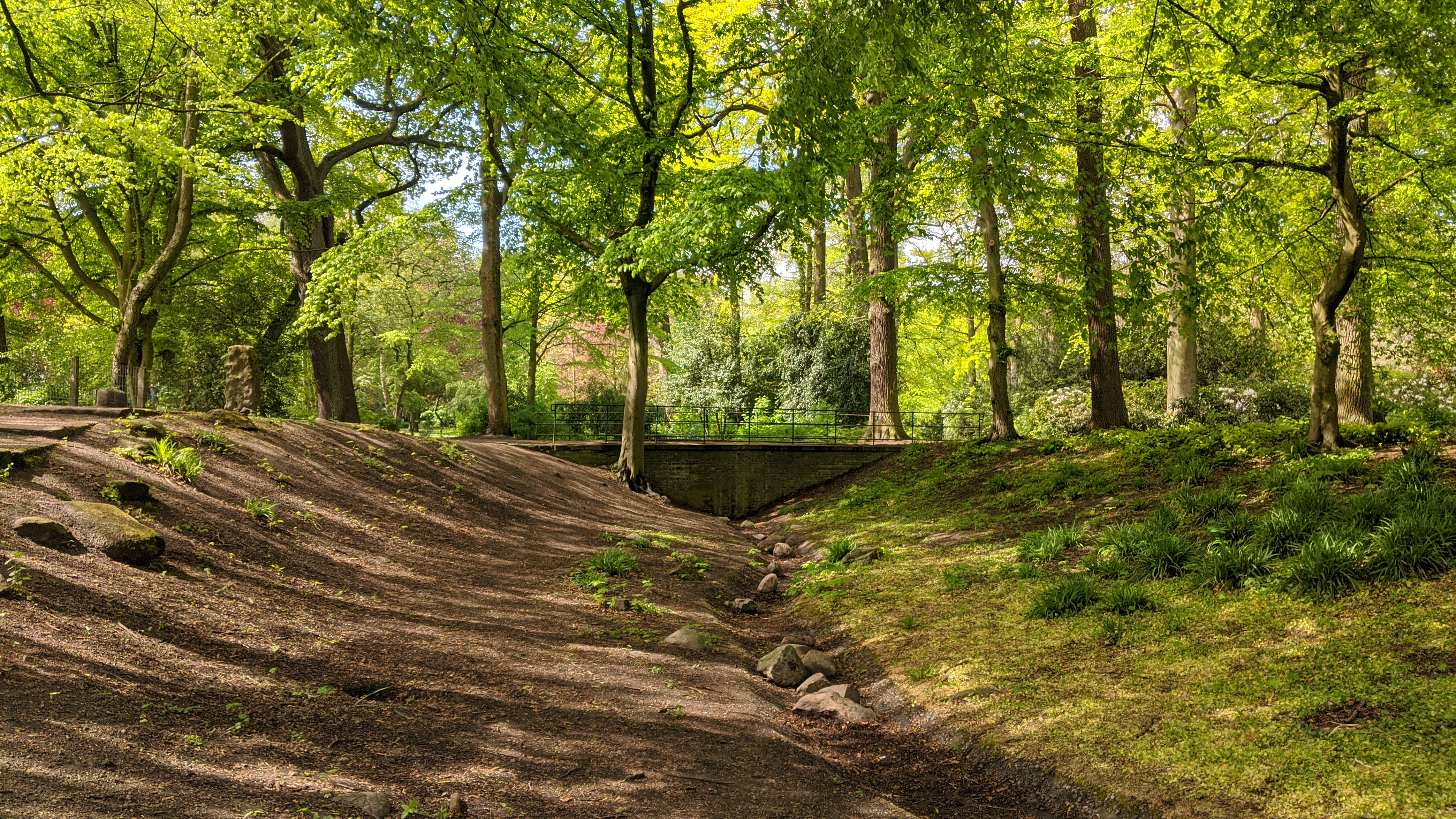
Ausgetrockneter Bachlauf

Der Park wird von einem künstlichen Bachlauf durchzogen, der ursprünglich drei Gewässer (heutiger Parkteich, Kinderplanschbecken und „Brunnengarten“ nördlich des Spielplatzes) miteinander verband. Nach der Bebauung der umliegenden Straßen wurde er von seiner natürlichen Wasserzufuhr abgeschnitten und ist seit den 1930er Jahren trockengefallen. Das ursprünglich naturbelassene „Planschbecken“ wurde nach dem Zweiten Weltkrieg ausgemauert und wird heute in den Sommermonaten künstlich bewässert. Eine weitere Folge des Wassermangels ist die in den Sommermonaten häufig zu beobachtende Hypertrophierung des letzten verbliebenen Parkteiches. Dieser war ursprünglich etwa doppelt so groß wie heute und musste beim Bau des angrenzenden Sportstadions verkleinert werden.

### Skulpturen
Bereits unter Linne wurde der Park mit vereinzelten Skulpturen versehen. Aus dieser Zeit stammt der Frauenakt von Paul Hamann im sogenannten Rondell vor dem ehemaligen Herrenhaus. Eine weitere Figur von Hamann stand ursprünglich im Heckengarten. Sie wurde während der NS-Zeit entfernt und vermutlich zerstört.
In der Nähe des Kinderspielplatzes befindet sich ein Gedenkstein für den Schriftsteller und Pädagogen Joachim Heinrich Campe. Dieser Stein stand ursprünglich vor Campes Wohnhaus und Erziehungsanstalt am Hammer Deich, später am Robinsonplatz in Hammerbrook. Nach der vollständigen Zerstörung des dortigen Wohngebiets im Zweiten Weltkrieg wurde der Stein 1951 an den heutigen Standort versetzt.
Aus den 1960er Jahren stammt die Bronzeplastik Eulenbaum von Kurt Bauer in der Nähe des Eingangs Hammer Steindamm/Sievekingsallee. Noch jüngeren Datums sind einige Skulpturen, die im Rahmen eines Kunstprojekts von Insassen der Strafanstalt Fuhlsbüttel angefertigt wurden und nur noch zum Teil vorhanden sind.

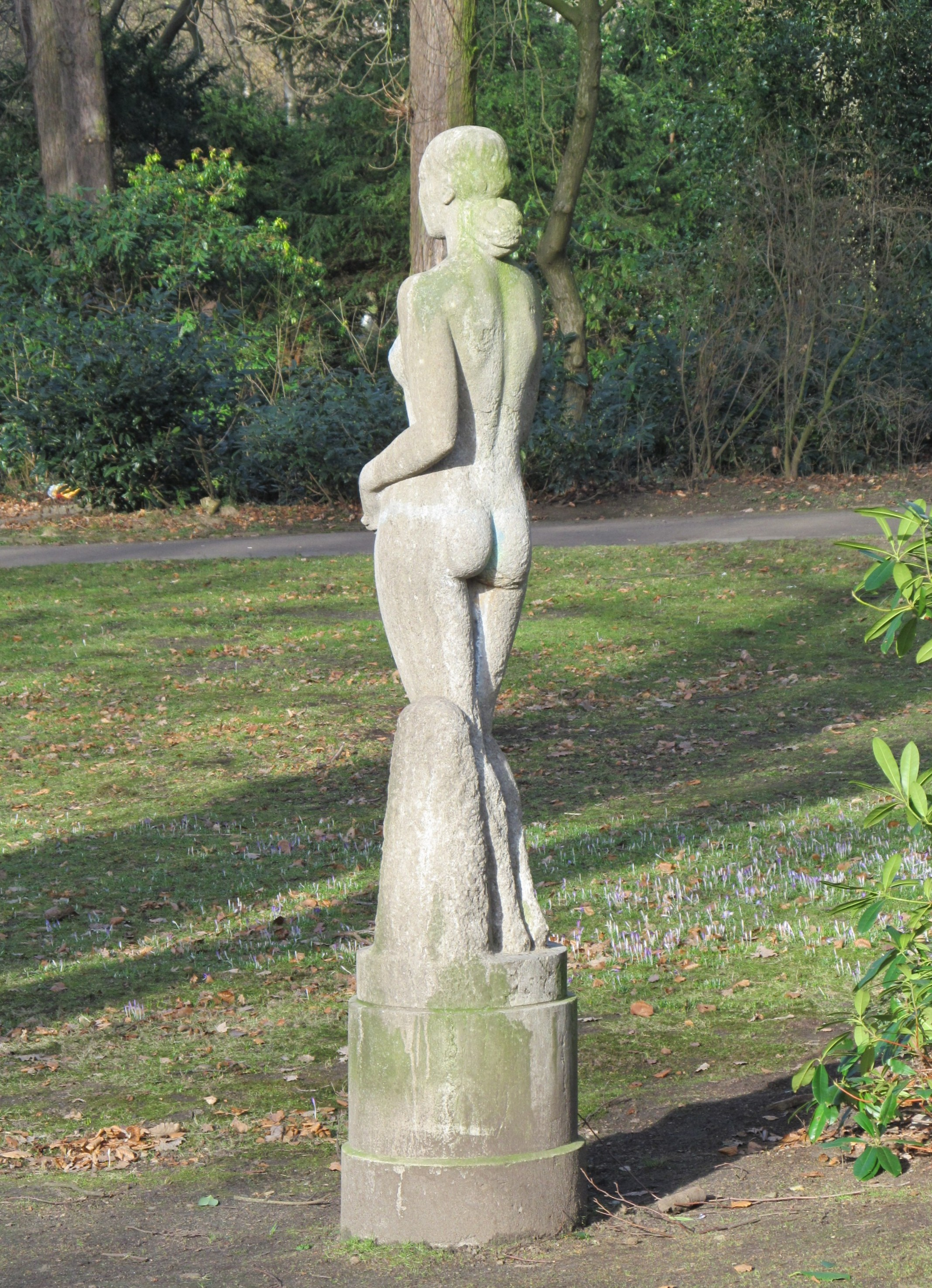
„Stehende“ von Paul Hamann (1923)
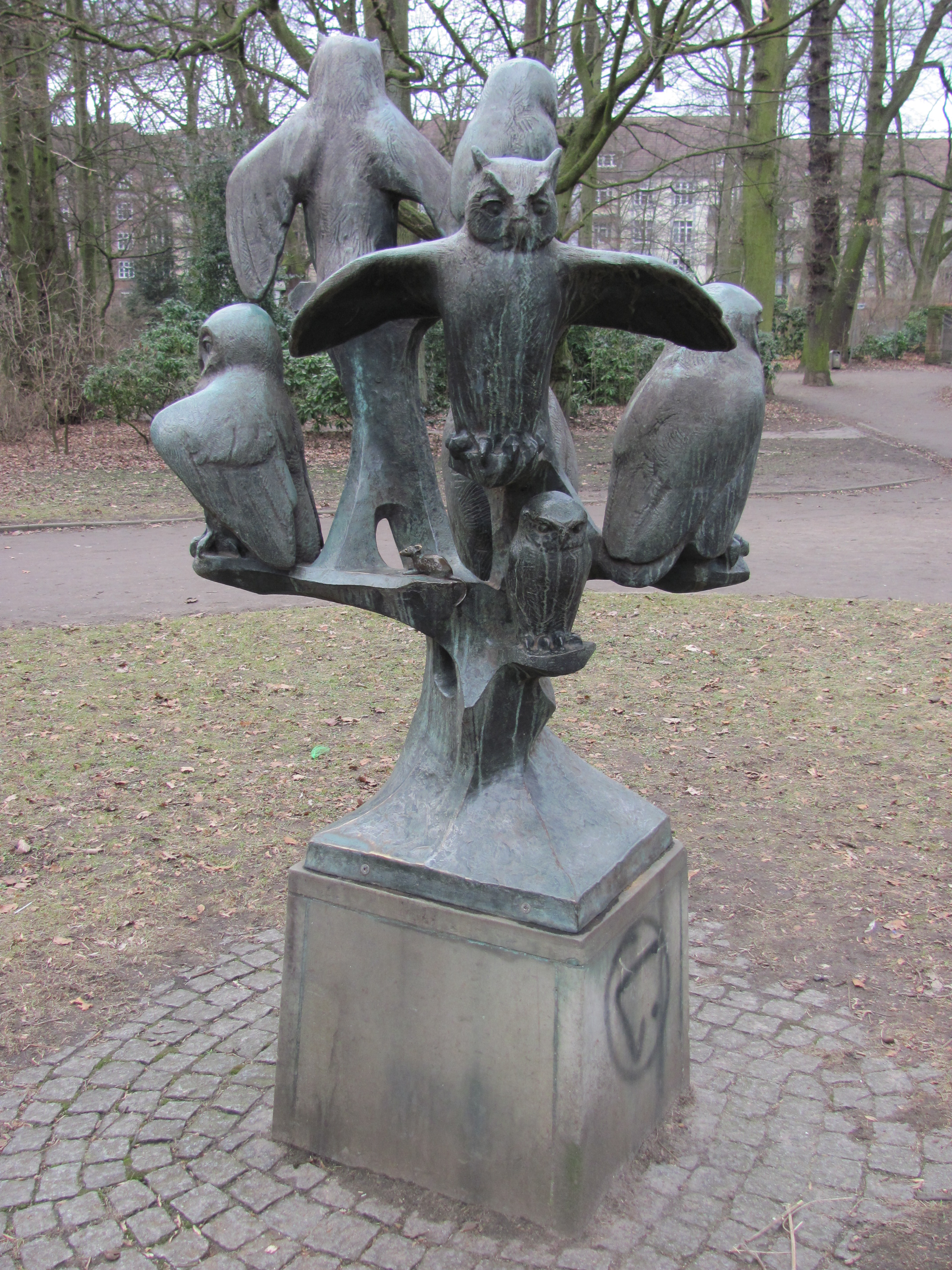
„Eulenbaum“ von Kurt Bauer (1966)
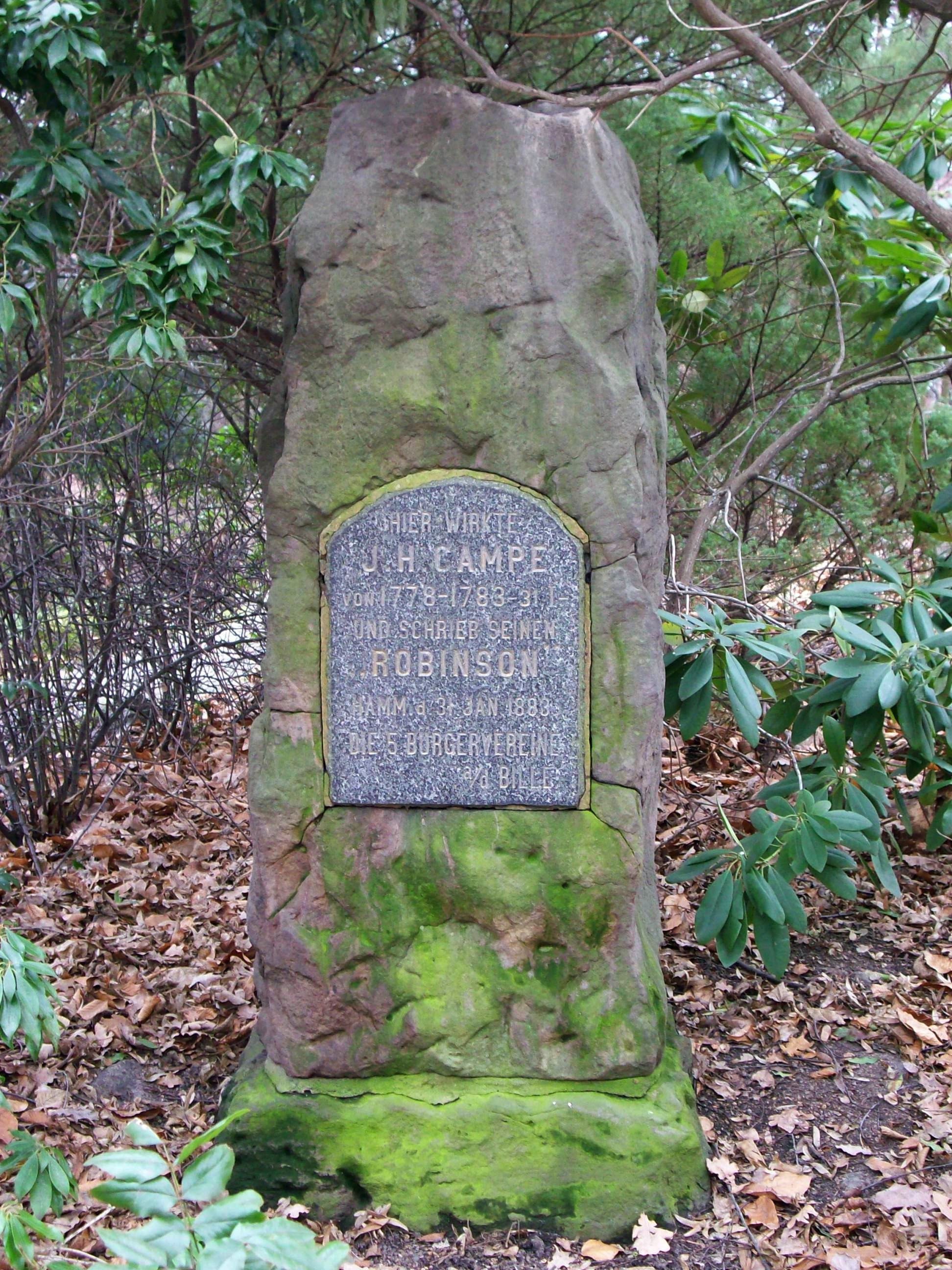
Gedenkstein für Joachim Heinrich Campe
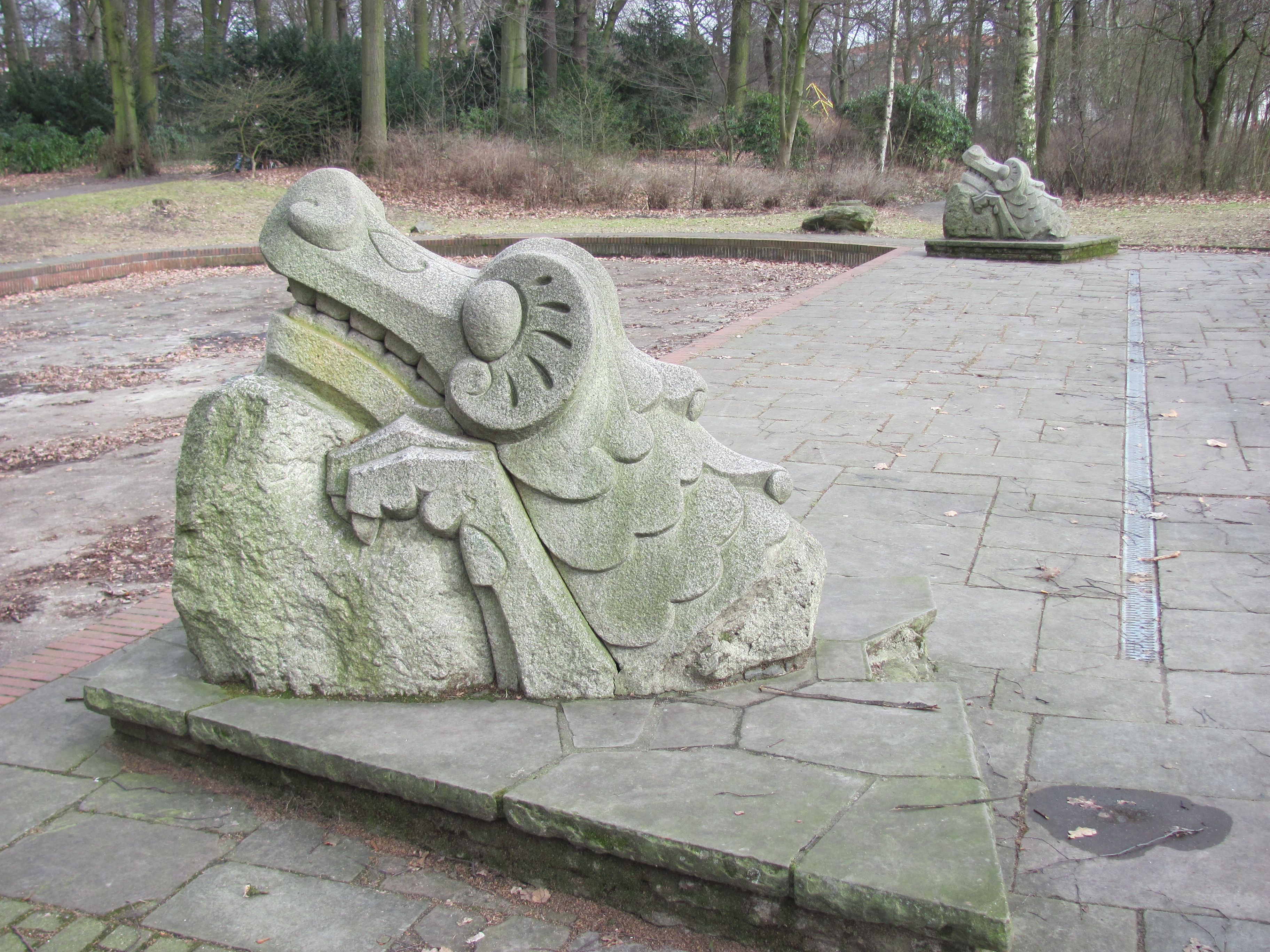
Wasserspeiende Drachenköpfe am Planschbecken, sie hielten ursprünglich die Stahltrossen der Brücke zur Gurlitt-Insel
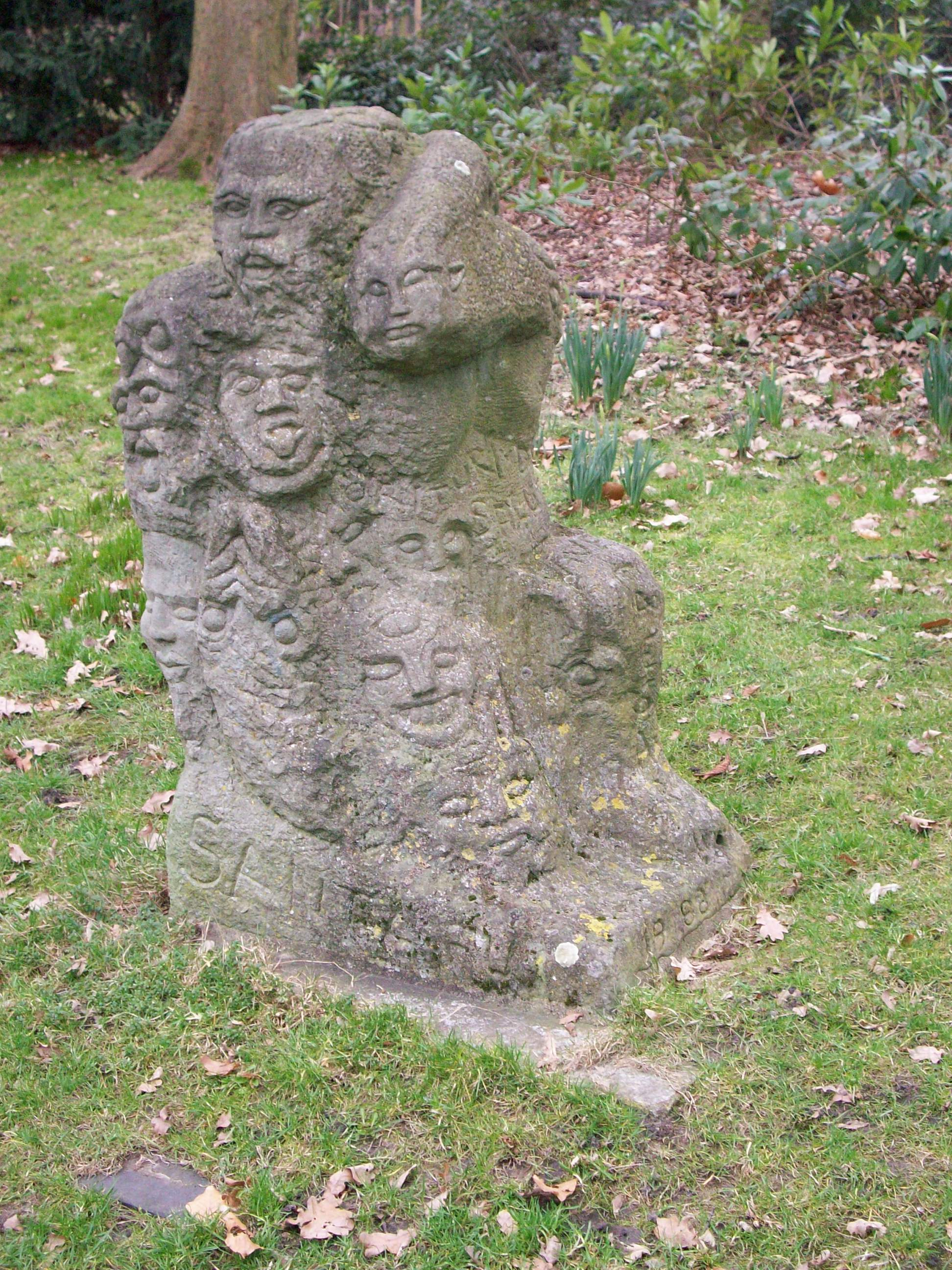
„Sapere aude“ von Ludwig Udorovic, entstanden 1985 im Rahmen eines Projekts mit Insassen der JVA Fuhlsbüttel

### Sport- und Freizeitmöglichkeiten

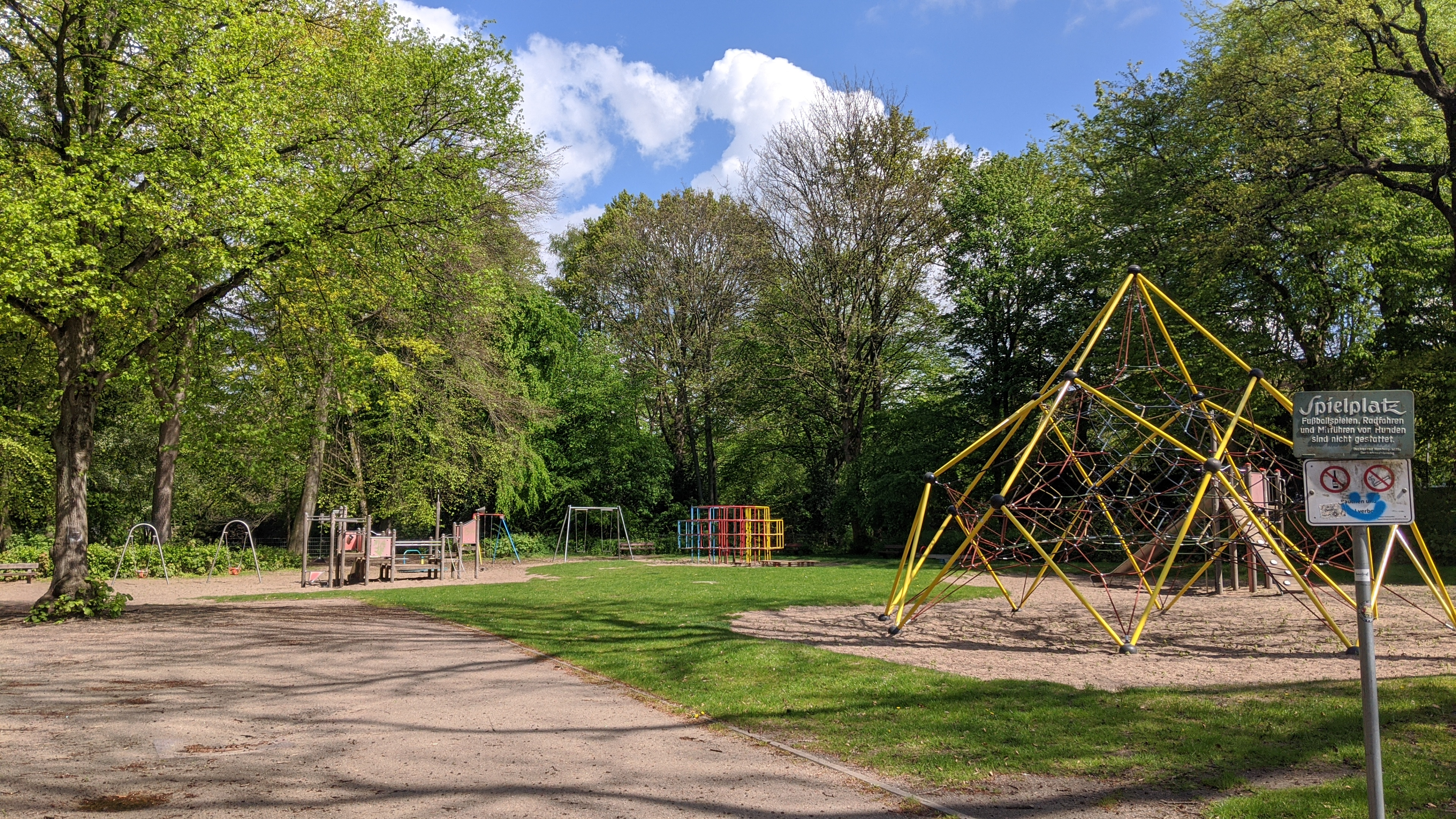
Kinderspielplatz im Hammer Park

Im Park bieten ein Spiel- und Bolzplatz, ein Planschbecken für Kinder, Liegewiesen, ein Kräutergarten, Blumen- und Heckengarten, ein Minigolfplatz, mehrere Tischtennisplatten sowie eine Garten-Schachanlage mit zwei Spielfeldern vielfältige Möglichkeiten der Erholung.

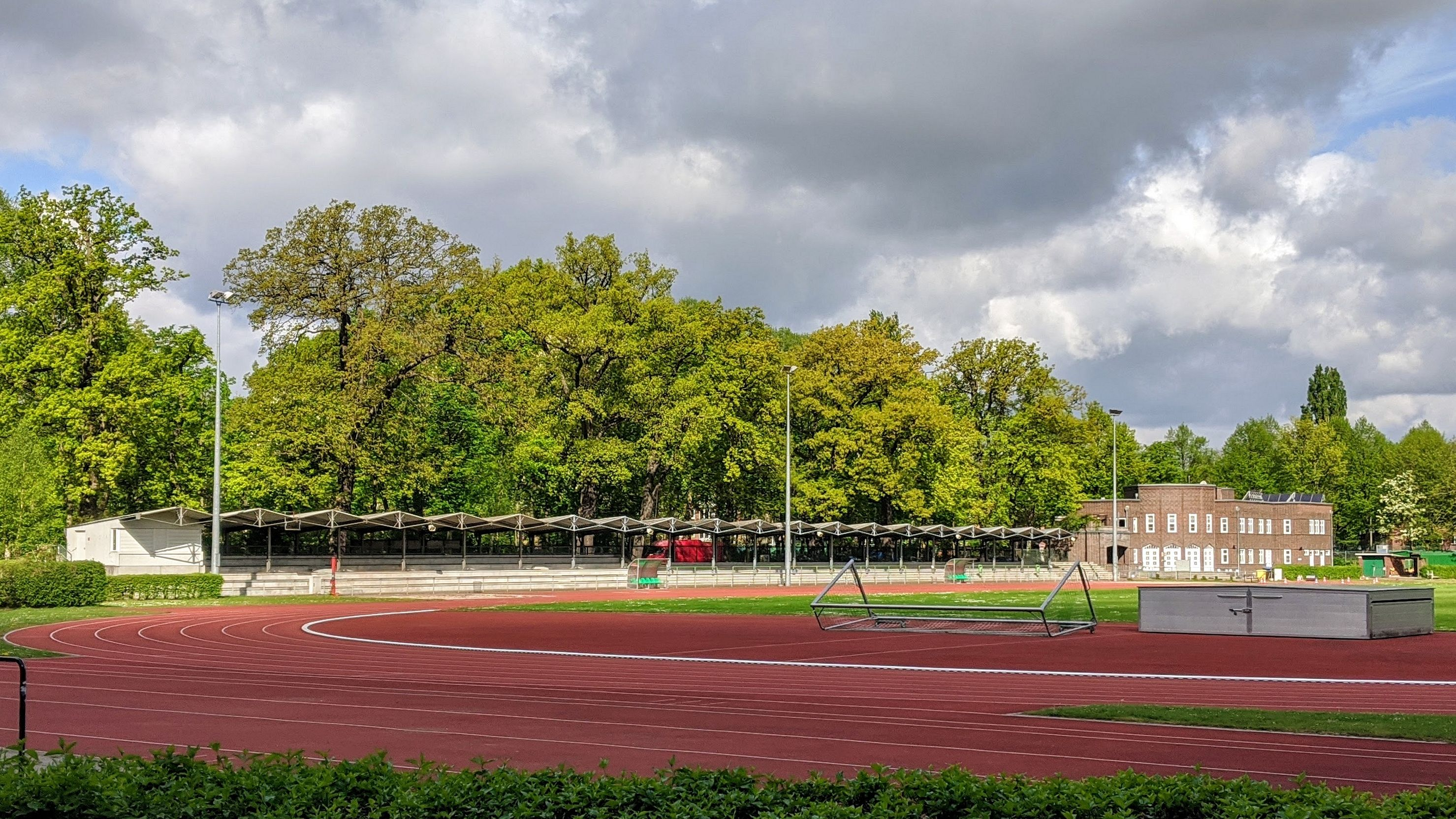
Stadion Hammer Park

Zum Gelände des Parks gehört auch das „Stadion Hammer Park“. Es besitzt eine Tribüne für 2000 Zuschauer und war bis in die 1960er Jahre Austragungsort überregionaler Leichtathletikwettkämpfe, darunter auch der Deutschen Leichtathletik-Meisterschaften 1921. Heute ist es Heimat der Fußballvereine SV St. Georg und Hamm United sowie der American-Football-Mannschaft Hamburg Huskies. Des Weiteren trainiert dort die Leichtathletikabteilung des Turnerbunds Hamburg-Eilbeck (die ehemalige LG Hammer Park).
An das Sportstadion grenzt ferner eine Tennisanlage der Hamburger Turnerschaft von 1816; die Tennisplätze des SV St. Georg auf der gegenüberliegenden Seite des Hammer Steindamms gehören jedoch nicht mehr zum Parkgelände. Vor dem Krieg befanden sich die Tennisplätze auf der Ostseite des Parks, beim heutigen Haus der Jugend, und wurden im Winter auch als Spritzeisbahn genutzt.